# Бергман, Анна-Эва
Анна-Эва Бергман (швед. Anna-Eva Bergman; 29 мая 1909, Стокгольм, Швеция — 24 июля 1987, Грас, Франция) — норвежская художница и график шведского происхождения. Её творчество постепенно эволюционировало от фигуративности к абстракции, однако в нём неизменно присутствовали упрощённые и стилизованные природные формы, вдохновлённые пейзажами Норвегии.

## Биография и творчество
Анна-Эва Бергман родилась в 1909 году в Стокгольме. Вскоре после её рождения родители развелись, и мать девочки вернулась вместе с ней на свою родину, в Норвегию. Своего отца она никогда не видела. В 1926 году Анна-Эва поступила в Государственную школу искусств и ремёсел (Statens håndverks- og kunstindustriskole), а в следующем году — в Национальную Академию искусств (Statens Kunstakademi), где её учителем стал Аксель Револьд. В 1928 году она училась в Вене у Ойгена Густава Штайнхофа, а в 1929 году отправилась в Париж, где продолжила обучение в академии Андре Лота.
В этот период Анна-Эва Бергман познакомилась с Хансом Хартунгом, французским художником немецкого происхождения, и в том же году вышла за него замуж. Они поселились в Дрездене, где жили родители Хартунга, а затем в Париже. Вместе с мужем Анна-Эва много общалась с такими художниками, как Жоан Миро, Василий Кандинский, Пит Мондриан. В 1933 году Бергман и Хартунг провели год на Менорке. В 1939 году супруги расстались, и Анна-Эва вернулась в Норвегию, где в 1944 году вышла замуж за Фритьофа Ланге. В военные годы она почти не занималась живописью, но после войны вновь начала писать, постепенно обретая новый, оригинальный стиль, упрощая формы и используя металлическую фольгу для создания иллюзии света. На раннем этапе творческого пути Бергман испытала влияние новой вещественности, однако со временем начала склоняться к абстракции. В 1950 году она совершила поездку в Северную Норвегию, природа которой произвела на неё неизгладимое впечатление и с тех пор стала одной из постоянных тем её живописи.
В 1952 году художница отправилась в Германию, а затем в Париж, где снова встретила Ханса Хартунга. Она развелась с Ланге и вновь вышла замуж за своего бывшего мужа. В круг их совместного общения отныне входили Соня Делоне, Александр Колдер и Пьер Сулаж. Анна-Эва продолжала экспериментировать с техниками и стилями, упрощая цветовую гамму и сводя предметы к основным геометрическим формам, а также используя в своих картинах листовое золото, серебро, медь и свинец. Вместе с тем обобщённые и стилизованные природные формы, вдохновлённые пейзажами Норвегии, по-прежнему присутствуют в её работах. Среди этих неизменных архетипических мотивов, которые сама художница называла Темами (с большой буквы), присутствуют небо, планеты, скалы, фьорды, лодки, горизонты, менгиры и северное сияние.
Первые выставки Анны-Эвы Бергман в 1950-х годах в Норвегии прошли без особого успеха. Лишь после того, как состоялись её масштабные выставки в Париже и в других европейских городах, к ней пришло признание и в Норвегии. Первая её персональная выставка в Осло состоялась в 1979 году. Помимо живописи, Бергман работала в технике ксилографии и литографии, а также экспериментировала с офортом и акватинтой.
С 1973 года Бергман и Хартунг жили в Антибе, где построили себе виллу и мастерские. В настоящее время в этом доме размещается Фонд Ханса Хартунга и Анны-Эвы Бергман. Художница умерла в 1987 году в Грасе после продолжительной болезни. В настоящее время она считается одним из крупнейших норвежских художников XX века. В 2015 году Фонд Хартунга и Бергман издал каталог-резоне её гравюр.